# Vlaho Orepić
Vlaho Orepić (Čapljina, 16. studenog 1968.) bivši je hrvatski ministar unutarnjih poslova.